# 869年
| 千纪： | 1千纪                                                                                           |
| 世纪： | 8世纪 \| 9世纪 \| 10世纪                                                                        |
| 年代： | 830年代 \| 840年代 \| 850年代 \| 860年代 \| 870年代 \| 880年代 \| 890年代                       |
| 年份： | 864年 \| 865年 \| 866年 \| 867年 \| 868年 \| 869年 \| 870年 \| 871年 \| 872年 \| 873年 \| 874年 |
| 纪年： | 己丑年（牛年）；唐咸通十年；南詔建極十年；日本貞觀十一年                                        |

## 大事记
- 辛吉起义。
- 續日本後紀完成。
- 唐朝平定龐勛之變。
- 10月5日——拜占庭皇帝巴西爾一世和教宗哈德良二世召開第四次君士坦丁堡公會議。

## 逝世
- 洛泰爾二世 (洛林)，洛泰爾一世 (中法蘭克)之子，洛泰爾尼亞國王。
- 龐勛，唐末民變領袖。